# Gustaaf Lamerant
Gustaaf Lamerant (Reningelst, 3 januari 1863 - Ieper, 12 februari 1953) was een Belgisch rooms-katholiek priester en schrijver.

## Levensloop
Tijdens zijn studenten- en seminarietijd behoorde Lamerant tot de groep Vlaamsgezinde jongeren die De Vlaamsche Vlagge publiceerden.
Hij werd in juni 1889 tot priester gewijd en in 1890 benoemd tot onderpastoor op de Brugse Heilige Magdalenaparochie. Hij bleef actief binnen de redactie van De Vlaamsche Vlagge en nadat hij in Brugge benoemd was, gingen de redactievergaderingen bij hem door. Zowel Hugo Verriest als Cyriel Verschaeve waren hierop aanwezig. 
Lamerant interesseerde zich voor het maatschappelijk gebeuren in Brugge, waar het er levendig aan toeging, door de activiteiten van de Katholieke Burgersgilde, van de Gilde der Ambachten en van de dissidente 'christendemocraten', die weldra als een partij optraden, in het voetspoor van priester Adolf Daens. In de Katholieke Burgersgilde was Lamerant een actief lid en hij trad er een paar keer als voordrachtgever op.
Hij nam ook, binnen de Katholieke Burgersgilde, de verdediging op zich van de anonieme auteur (waarschijnlijk ging het om advocaat Vanneste) die over Brugse thema's had geschreven in Het Recht, het weekblad van de chistendemocraten. Het bleek  ook dat hij het eens was met de vooruitstrevende opvattingen die de advocaten Jules Vanneste en Emiel De Visschere verkondigden over de hervorming van het Belgisch leger.
Op het bisdom werden priesters die zich in het politieke debat mengden met argwaan gevolgd en meestal na korte tijd uit hun vertrouwde omgeving naar elders overgeplaatst. Dit viel ook Lamerant te beurt. In mei 1897 werd hij in Watou benoemd, aan de andere kant van het bisdom. Hij bleef er werkzaam als onderpastoor, maar gaf er in 1908 de brui aan. Hij was bemiddeld en ging zich als ambteloos priester in Ieper vestigen, aan de voet van de Sint-Martinuskerk.
In 1914 maakte hij de vernieling van Ieper mee en verbleef achtereenvolgens in Reningelst, Watou, Winnezele, De Panne en Veurne. In 1922 kwam hij weer in Ieper wonen.
Hij werd een actief historicus en publicist. Hij legde zich toe op Bijbelstudie, maar verschillende van de publicaties die hij hieraan wilde wijden, kregen van het bisdom geen imprimatur.
Hij hield zich actief bezig met twee devoties:
- Hij hield de herinnering hoog aan de drie martelaren van Reningelst. Aan de zuidhelling van de Zwartemolenberg in Dranouter, de plek waar de drie priesters vermoord werden, liet hij op zijn kosten een gedenkzerk oprichten.
- Hij ondersteunde de devotie tot de patrones van Ieper, Onze-Lieve-Vrouw van Thuyne. Hij liet op zijn kosten een kapel bouwen die haar eerde, op de weg naar Boezinge en hij organiseerde elk jaar een bedevaart ernaar toe.

In 1922 ondernam hij archeologische opgravingen in de Sint-Martinuskerk, in een (vruchteloze) poging om het graf van de gelukzalige Margaretha van Ieper terug te vinden.

## Publicaties
- Marteldood der drie priesters van Reningelst, door de hand der geuzen in 1568, in: Handelingen van het Genootschap voor geschiedenis te Brugge, 1909.
- De richting van de Nederschelde, in: Biekorf, 1911.
- Vlaamsche wondervertellingen uit Fransch Vlaanderen, 5 delen, Ieper, 1911; Brussel, Standaard Boekhandel, 1929 & 1951.
- De plaatsnaam Reningelst, in: Biekorf, 1912.
- De geloofsheld Karel Ryckewaert, in: Biekorf, 1914.
- Bijbelstudie. De Zondvloed, Brussel, Standaard Periodica, 1921.
- Bijbelstudie. Waar lag het paradijs?, Brussel, Standaard Periodica, 1921
- De gemartelde priesters van Reningelst, in: Biekorf, 1923.
- Onze Lieve Vrouw van Thuyne, Ieper, 1929.